# 馬昆峰
46°44′2.8″N 10°08′32.4″E / 46.734111°N 10.142333°E
馬昆峰（Piz Macun），是瑞士的山峰，位於該國東南部，由格勞賓登州負責管轄，屬於塞斯文納山脈的一部分，海拔高度2,889米，每年平均降雨量1,367毫米。